# Godfrey Hounsfield
Sir Godfrey Newbold Hounsfield (Sutton-on-Trent, 1919. augusztus 28. – Kingston upon Thames, 2004. augusztus 12.) angol villamosmérnök. 1979-ben Allan M. Cormackkal közösen elnyerte az orvostudományi Nobel-díjat a komputertomográfos technológia kifejlesztéséért. Az ő nevét viseli a CT-felvételek kiértékelésénél használt radiodenzitás mértékegysége.

## Tanulmányai
Godfrey Hounsfield egy nottinghamshire-i faluban, Sutton-on-Trentben született. A család öt gyermeke közül ő volt a legfiatalabb. Godfrey már gyermekkorában afféle ezermester volt, kamaszkorában pedig elektromos hangrögzítőt épített, siklószárnnyal ugrott le a szénaboglyákról és kátrányoshordókat vízzel és karbiddal töltött meg, hogy lássa milyen magasra viszi őket a kilövellő vízsugár. Iskoláit a közeli kisvárosban, Newark-on-Trentben végezte.
A második világháború kitörésekor önkéntes tartalékosként jelentkezett a Királyi Légierőhöz. Itt rádiómechanikai és radarkezelői tanfolyamokra járt, többek között a South Kensington-i  Royal College of Science-en. A kurzuson saját készítésű oszcilloszkópjaival különdíjat is nyert. A háború után a hadsereg ösztöndíjával beiratkozott a Faraday House Electrical Engineering College-be, ahol 1951-ben megszerezte mérnöki diplomáját.

## Munkája az EMI-nél és a komputertomográf kifejlesztése

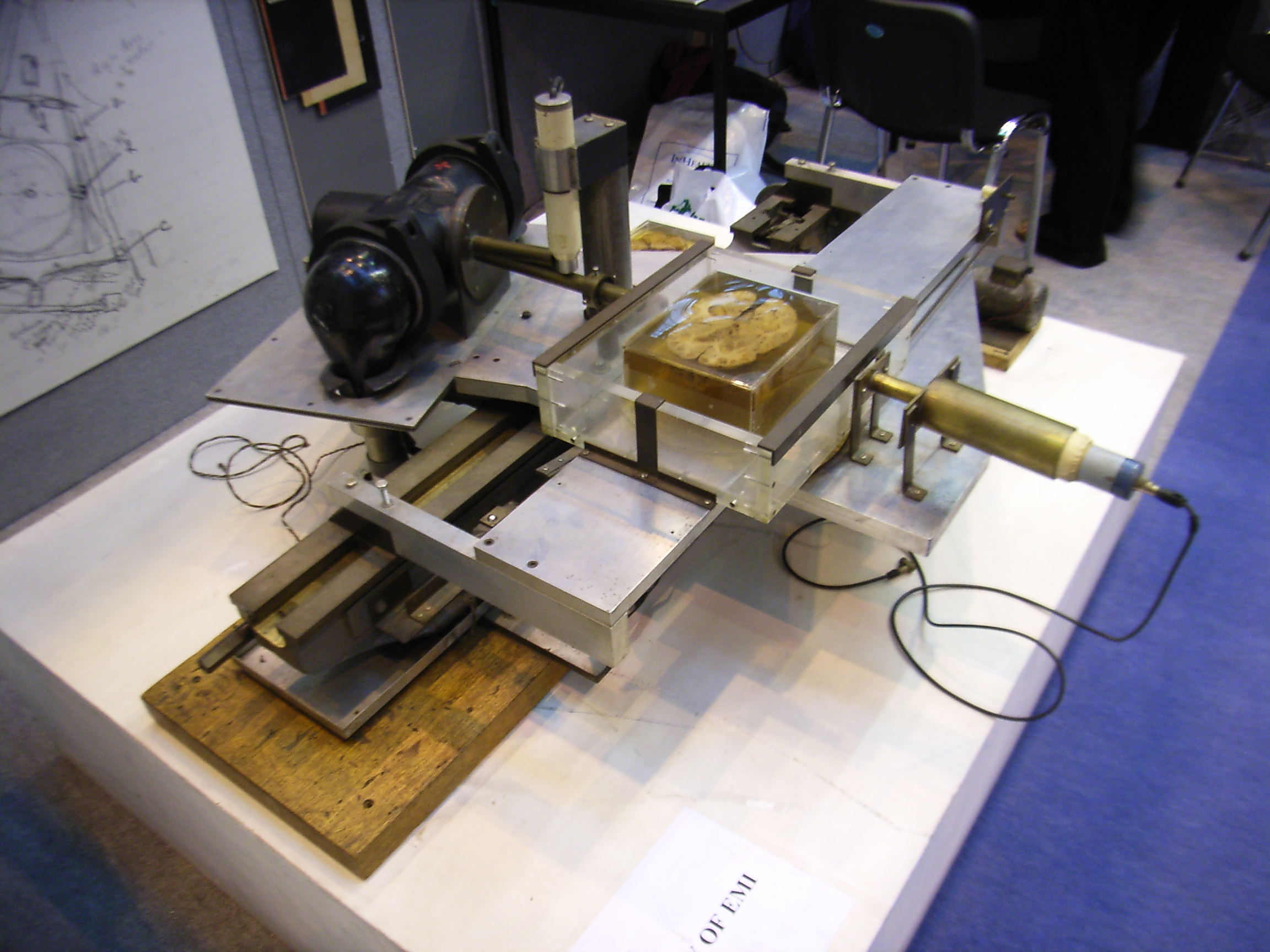
A komputertomográf prototípusa

Hounsfield 1949-ben belépett az EMI elektronikai céghez a middlesexi Hayesben, ahol radarkészülékek és célkövető rendszerek fejlesztésén dolgozott. 1958-ban ő lett annak a csoportnak a vezetője, amelyik az első, csak tranzisztorokból épített brit számítógépet, az EMIDEC 1100-at tervezte. A cég 24 gépet tudott eladni, mielőtt a gyorsabb modellek miatt elavult volna. A sikeres munka után átkerült az EMI központi kutatólaboratóriumába, ahol egy új adattárolási technológián dolgozott, de hamar kiderült, hogy a vékonyfilmes technika nem lesz kifizetődő.
Hounsfield figyelme ezután fordult az automatizált mintafelismerés felé és 1967-ben elkezdett dolgozni a röntgenfelvételek számítógépes feldolgozásán és olyan készülék építésén, amely a több szögből végzett röntgenes átvilágítás után képes az emberi test háromdimenziós modellezésére. Többéves kísérletezés után megépítette az első használható komputertomográfot. Az első beszkennelt tárgy egy holttest preparált agya volt, amit egy hentesnél vásárolt marhaagyvelő követett, és amikor nem vettek észre rajta látható elváltozást, Hounsfield saját fejét tapogatta le harmadikként. Az első klinikai alkalmazásra 1971. október 1-én került sor, egy cisztát mutattak ki vele a beteg agyában. Hounsfield 1975-ig folytatta a készülék fejlesztését, egyre kifinomultabb szkennereket építve, amelyek az egész test leképezésére is alkalmasak voltak.
Godfrey Hounsfield a komputertomográf kifejlesztéséért 1979-ben orvostudományi Nobel-díjat kapott, az amerikai Allan M. Cormackkal megosztva. Cormack tőle függetlenül dolgozta ki a tomográfia matematikai elméletét. Jelölésüket többen támadták, mert egyiküknek sem volt élettudományi végzettsége, sőt Hounsfieldnek csak főiskolai diplomája volt. A CT-technológia azonban gyorsan elterjedt a kórházakban és igazolta a kitüntetés jogosságát. Hounsfield a díj rá eső részéből laboratóriumot rendezett be a lakásában. A későbbiekben a mágneses magrezonancia alkalmazásán dolgozott a diagnosztikai képalkotásban.   

## Elismerései
A Nobel-díjon felül 1975-ben megkapta az orvostudományi kutatásért járó Albert Lasker-díjat és felvették a Royal Society soraiba. 1976-ban megkapta a Brit Birodalom Rendjének parancsnoki fokozatát, 1981-ben pedig a királynő lovaggá ütötte.
Godfrey Hounsfield egész életében agglegény maradt. 2004. augusztus 12-én halt meg, 84 éves korában.